# Mezclador unifeed
Los mezcladores unifeed son unas máquinas utilizadas normalmente en el sector agro-ganadero y se utilizan para la preparación de comida para rumiantes. Suelen tener diferentes tamaños para adaptarse a las numerosas posibilidades que requieren las explotaciones ganaderas. 

## Tipos de mezcladores

### En función del sistema de propulsión
- Arrastrados
- Autopropulsados

## Mezcladores Arrastrados
Esta denominación viene exclusivamente por el sistema de propulsión de la máquina. Suelen ser accionados por un tractor. También se utilizan los términos de "carros mezcladores" o "remolques unifeed" para hacer referencia a este tipo de máquinas que se conectan al sistema energético generado por el tractor. Son la solución más económica para la producción y el reparto de alimentos dentro de una explotación ganadera. El tamaño de la cuba de estos mezcladores suele tener una capacidad de entre 7 hasta 45 m³ o incluso más.
Los remolques mezcladores de menor capacidad llevan incorporado dentro de la cuba un sinfín mientras los más grandes pueden llevar hasta 3 sinfines (también llamadas hélices cónicas en el caso de los mezcladores verticales) que aseguran una mezcla homogénea. El mezclado se realiza gracias al movimiento continuo de las múltiples cuchillas dentadas que incorporan las hélices, cortando el producto y moviéndolo de un lado al otro y de abajo hacia arriba.

## Mezcladores Autopropulsados
Estas máquinas disponen de sistema independiente de propulsión ya que van dotadas de motor propio que les ofrece total autonomía. Con los mezcladores autopropulsados los ganaderos pueden desplazarse y realizar la mezcla allí donde mejor les convenga.
Uno de los principales beneficios de estas máquinas es que disponen de una fresa frontal que le permite al usuario cargar el producto directamente en la cuba, pudiendo prescindirse de esta forma de cualquier necesidad de utilizar otras máquinas o personal adicional. La maniobrabilidad es otro punto fuerte de este tipo de mezcladores ya que suelen disponer de sistema de tracción y dirección en las 4 ruedas, lo que permite llegar a lugares poco accesibles con el otro sistema (tractor + remolque mezclador).
Los mezcladores autopropulsados pueden ser tanto verticales como horizontales, en función de la disposición de los cilindros que realizan la mezcla. Pueden disponer de hasta tres sinfines dentados que facilitan el corte del producto y lo mezclan en un resultado homogéneo y listo para ser distribuido. 

### Sistema de reparto
Tanto los mezcladores arrastrados como los autopropulsados disponen de un sistema de reparto por una o dos cintas de descarga lateral, situadas en los lados recto o curvo de la cuba, según convenga. Normalmente disponen de sistema con velocidad regulable para la descarga controlada por la báscula para asegurar un correcto y completo vaciado de la cuba.
Antes de elegir un mezclador unifeed es recomendable consultar un experto en el sector para asegurarse de elegir la máquina que mejor se adapta a sus necesidades.necesidades.

## Plantas Estáticas de Alimentación
Las plantas estáticas son la solución ideal para las grandes instalaciones ganaderas ya que se diseñan a medida y son capaces de funcionar continuamente y de trabajar una cantidad de producto mucho mayor que los mezcladores unifeed arrastrados o autopropulsados. Estas construcciones se fabrican a medida para cubrir las necesidades exactas de cada explotación y ahorrar en costes comparado con cualquier otro sistema utilizado anteriormente. Cada proceso y cantidades de la mezcla se pueden configurar a través de los ordenadores lo que le permite al ganadero seguir estrictamente las tablas previamente creadas por el nutricionista. 
El reparto se realiza posteriormente utilizando los equipos de distribución de los que dispone la explotación. Normalmente son los tractores, camiones de distribución o tolvas repartidoras.
- Datos: Q56324058